# The Ball Street Journal
The Ball Street Journal – dziesiąty studyjny album amerykańskiego rapera E-40, wydany 24 listopada, 2008 roku. Pierwszym singlem z płyty jest "Wake It Up" z gościnnym udziałem Akona. Gościnnie na albumie występują Shawty Lo, Turf Talk, Game, Snoop Dogg, T-Pain, Rock City, Akon, Bun B, Gucci Mane, Ice-T, Too Short, Cousin Fik, Kevin Cossom, B-Legit, Bosko & Suga-T.

## Lista utworów
| #  | Tytuł                   | Goście                  | Producent(ci)     | Czas |
| -- | ----------------------- | ----------------------- | ----------------- | ---- |
| 1  | "The Ambassador"        |                         | Rick Rock         | 3:45 |
| 2  | "I'm On One"            |                         | Rick Rock         | 4:58 |
| 3  | "Break Ya Ankles"       | Shawty Lo               | Lil Jon           | 4:00 |
| 4  | "Got Rich Twice"        | Turf Talk               | Droop-E           | 3:43 |
| 5  | "Pain No More"          | The Game & Snoop Dogg   | J.R. Rotem        | 4:25 |
| 6  | "Tell It Like It Is"    |                         | Rick Rock         | 4:00 |
| 7  | "Give Her the Keys"     | T-Pain                  | T-Pain            | 4:10 |
| 8  | "Hustle"                | Turf Talk & Rock City   | Lil Jon           | 4:17 |
| 9  | "Wake It Up"            | Akon                    | Matt Price & Akon | 4:01 |
| 10 | "40 Water"              |                         | Lil Jon           | 3:39 |
| 11 | "Poor Man's Hydraulics" |                         | Droop-E           | 4:23 |
| 12 | "The Recipe"            | Bun B & Gucci Mane      | Poli Paul         | 4:20 |
| 13 | "Hood Boy"              | Raw Smoov               | Raw Smoov         | 4:09 |
| 14 | "Earl"                  | Ice-T                   | Lil Jon           | 4:18 |
| 15 | "Sliding Down the Pole" | Too Short               |                   | 3:24 |
| 16 | "I Can Sell It"         | Cousin Fik              | Droop-E           | 5:00 |
| 17 | "Big Time"              | Kevin Cossom            | DJ Nasty & LVM    | 4:03 |
| 18 | "Alcoholism"            | B-Legit                 | Bosko             | 3:41 |
| 19 | "Pray for Me"           | Bosko, Suga-T & B-Legit | Bosko             | 4:57 |

## Pozycja na listach
| Lista (2008)                          | Pozycja |
| ------------------------------------- | ------- |
| U.S. Billboard 200                    | 42      |
| U.S. Billboard Top R&B/Hip-Hop Albums | 6       |